# Nemestrinus brandti
Nemestrinus brandti är en tvåvingeart som beskrevs av Joseph Charles Bequaert 1938. Nemestrinus brandti ingår i släktet Nemestrinus och familjen Nemestrinidae. Inga underarter finns listade i Catalogue of Life.